# Умершие в августе 1943 года
Это список известных людей, соответствующих установленным критериям значимости (см. Википедия:Критерии значимости персоналий), умерших в августе 1943 года.
Причина смерти указывается лишь в исключительных случаях (убийство, самоубийство, гибель в результате военных действий, смертная казнь, ДТП или несчастные случаи). В остальных случаях — не указывается.

## 1 августа
- Башмаков, Александр Александрович (84) — русский публицист, правовед, этнограф; действительный статский советник.
- Боровик, Паулина (37) — блаженная Римско-Католической Церкви.
- Высоцкая, Анна Григорьевна — лётчица 46-го гвардейского ночного бомбардировочного авиационного полка, участница Великой Отечественной войны, гвардии младший лейтенант.
- Докутович, Галина Ивановна (22) — советская летчица, участница Великой Отечественной войны, штурман 46-го гвардейского легкобомбардировочного ночного авиационного полка, младший лейтенант.
- Жак, Ядвига Каролина (50) — блаженная Римско-Католической Церкви.
- Каширина, Глафира Алексеевна — лётчица, участница Великой Отечественной войны, штурман 46-го гвардейского бомбардировочного женского авиаполка, кавалер Ордена Красного Знамени.
- Коколович, Анна (50) — блаженная Римско-Католической Церкви.
- Литвяк, Лидия Владимировна (21) — Герой Советского Союза.
- Матушевская, Леокадия (37) — блаженная Римско-Католической Церкви.
- Мардосевич, Аделя (54) — блаженная Римско-Католической Церкви.
- Мацкевич, Евгения (39) — блаженная Римско-Католической Церкви.
- Нармонтович, Вероника (26) — блаженная Римско-Католической Церкви.
- Павловский, Антон Викторович —  советский педагог, директор Житомирского педагогического института.
- Рапей, Юлия (42) — блаженная Римско-Католической Церкви.
- Саликова, Елена Константиновна — лётчица, штурман 46-го гвардейского ночного легкобомбардировочного авиаполка, участница Великой Отечественной войны, гвардии сержант.
- Хробот, Юзефа (47) — блаженная Римско-Католической Церкви.
- Черпка, Хелена (43) — блаженная Римско-Католической Церкви.
- Юзьвик, Элеонора Анеля (48) — блаженная Римско-Католической Церкви.

## 2 августа
- Бубнов, Николай Матвеевич (39) — Герой Советского Союза.
- Вотинов, Степан Парфёнович — Герой Советского Союза.

## 3 августа
- Ан Хи Дже (57) — — корейский политический деятель, демократ, публицист, предприниматель, основатель компании «Торговое общество Пэксан» и Партию молодежи Великого востока, умер от истязаний в японской тюрьме.
- Гуртьев, Леонтий Николаевич (52) — советский военачальник, генерал-майор, Герой Советского Союза.
- Гинзбург, Семён Александрович — советский конструктор бронетехники.
- Ионосьян, Владимир Абрамович (38) — Герой Советского Союза.

## 4 августа
- Антонов, Михаил Моисеевич (20) — советский офицер-танкист, участник Великой Отечественной войны, Герой Советского Союза (посмертно) (27.08.1943).
- Глазов, Николай Васильевич — советский футболист.
- Панин, Борис Владимирович (22) — Герой Советского Союза.
- Руднев, Семён Васильевич (44) — Герой Советского Союза.

## 5 августа
- Апанасенко, Иосиф Родионович (53) — советский военачальник, генерал армии, командующий войсками Среднеазиатского военного округа (1938—1941), командующий войсками Дальневосточного фронта (1941—1943), заместитель командующего войсками Воронежского фронта. Погиб в Курской битве.
- Шаббель, Клара (48) — советская разведчица.

## 6 августа
- Маресева, Зинаида Ивановна (20) — Герой Советского Союза.

## 7 августа
- Арман, Поль Матисович (40) — советский офицер, полковник. Первый в истории Красной Армии танкист, удостоенный звания Героя Советского Союза(1936), во время Великой Отечественной войны — командир 122-й танковой бригады. Погиб в бою в ходе Мгинской наступательной операции
- Быков, Иван Михайлович (31) — Герой Советского Союза.
- Иванов, Николай Павлович (34) — Герой Советского Союза.
- Калустов, Григорий Шаумович (34) — советский офицер, участник Великой Отечественной войны, Герой Советского Союза заместитель командира 11-й гвардейской отдельной танковой бригады по политической части 2-й танковой армии Центрального фронта, гвардии полковник.
- Лаар, Иосиф Иосифович (38) — Герой Советского Союза.
- Поворознюк, Иван Семёнович (22) — Герой Советского Союза.
- Сосновский, Алексей Васильевич (20) — Герой Советского Союза.

## 8 августа
- Антонов, Григорий Яковлевич (49) — советский военачальник, гвардии генерал-майор танковых войск. погиб в Курской битве
- Астраханцев, Сергей Васильевич (28) — советский военный. Участник Великой Отечественной войны. Герой Советского Союза (1944, посмертно). Старший лейтенант. Погиб в Курской битве
- Душкин, Иван Ефимович (28) — Герой Советского Союза.
- Ильин, Николай Яковлевич (21) — Герой Советского Союза, старшина, заместитель политрука.
- Темченко, Иван Васильевич — Герой Советского Союза.
- Угловский, Михаил Николаевич (31) — Герой Советского Союза.

## 9 августа
- Калинин, Алексей Николаевич (20) — Герой Советского Союза.
- Левченко, Василий Галактионович — Герой Советского Союза.
- Сутин, Хаим Соломонович (50) — российский художник еврейского происхождения.

## 10 августа
- Добродецкий, Анатолий Васильевич (20) — Герой Советского Союза.
- Ловчев, Виктор Константинович (24) — Герой Советского Союза.

## 11 августа
- Богатков, Борис Андреевич (20) — русский советский поэт.
- Влас Мизинец (36) — украинский поэт и публицист, активный деятель революционного подполья на Западной Украине.
- Кшенский, Александр Фадеевич (31) — Герой Советского Союза.
- Овинников, Сергей Михайлович (21) — Герой Советского Союза.

## 12 августа
- Рустемов, Таштемир — участник Великой Отечественной войны, Герой Советского Союза.

## 13 августа
- Вдовытченко, Иван Григорьевич (19) — красноармеец Рабоче-крестьянской Красной Армии, участник Великой Отечественной войны, Герой Советского Союза.
- Терезов, Евгений Матвеевич (25) — красноармеец Рабоче-крестьянской Красной Армии, участник Великой Отечественной войны, Герой Советского Союза.

## 14 августа
- Елисеев, Александр Николаевич — участник Великой Отечественной войны, Герой Советского Союза.
- Фирсов, Илья Петрович (38) — участник Великой Отечественной войны, Герой Советского Союза.

## 15 августа
- Бахтизин, Ахтям Мусалимович (46) — Участник Первой мировой, Гражданской, Советско-Финляндской и Великой Отечественной войн. Полный Георгиевский кавалер.
- Коломиец, Алексей Семёнович — участник Великой Отечественной войны, командир стрелкового взвода 1270-й стрелкового полка 385-й стрелковой дивизии 10-й армии Западного фронта, младший лейтенант, кандидат в члены ВКП(б), погиб, закрыв своим телом вражескую амбразуру.
- Тихонов, Виктор Павлович (20) — Герой Советского Союза.

## 16 августа
- Голосов, Василий Иванович — Герой Советского Союза.
- Орешков, Сергей Николаевич — Герой Советского Союза.
- Хамзалиев, Исмаил — Герой Советского Союза.

## 17 августа
- Кочетков, Григорий Сергеевич (39) — Герой Советского Союза.
- Назин, Иван Ильич (23) — Герой Советского Союза.
- Николаев, Михаил Архипович (25) — Герой Советского Союза.
- Тимов, Соломон Самуилович — советский экономист и публицист, деятель Коминтерна.
- Сидоров, Вениамин Андреевич (19) — Герой Советского Союза.

## 18 августа
- Кузьмин, Георгий Павлович (30) — Герой Советского Союза.
- Шихлинский, Али-Ага Исмаил-Ага оглы (78) — военачальник Русской Императорской Армии и Азербайджанской Демократической Республики, военный деятель Советского государства, генерал от артиллерии.

## 19 августа
- Адамович, Людвиг Эрнест (58) — лютеранский священнослужитель, министр образования Латвии (1934—1935) Казнён в советской тюрьме.
- Несговоров, Тимофей Егорович — Герой Советского Союза.
- Пудовкин, Павел Григорьевич (39) — Герой Советского Союза.

## 20 августа
- Арну, Рита — советская разведчица, участник сети резидентур Красная капелла, казнена нацистами.
- Барашев, Дмитрий Иванович (22) — командир звена 752-го бомбардировочного авиационного полка, Герой Советского Союза (1943), погиб в авиационной катастрофе.
- Дранищев, Евгений Петрович (24) — Герой Советского Союза.
- Майоров, Алексей Дмитриевич — командир орудия 5-й батареи 680-го истребительно-противотанкового артиллерийского полка (27-я армия, Воронежский фронт), сержант, Герой Советского Союза.

## 22 августа
- Смирнов, Клавдий Константинович — Герой Советского Союза.

## 23 августа
- Кандауров, Пётр Степанович (30) — Герой Советского Союза.

## 24 августа
- Зорин, Сергей Петрович — Герой Советского Союза.
- Нестеров, Иван Нестерович — орудийный наводчик 5-й батареи 680-го истребительно-противотанкового артиллерийского полка (27-я армия, Воронежский фронт), красноармеец, Герой Советского Союза.
- Отвальт, Эрнст (41) — немецкий писатель.

## 25 августа
- Волох, Пётр Васильевич (46) — советский военный деятель, Генерал-лейтенант танковых войск.
- Кумуков, Халмурза Сахатгереевич (30) — красноармеец Рабоче-крестьянской Красной Армии, участник Великой Отечественной войны, Герой Советского Союза.
- Степашов, Иван Сергеевич (24) — красноармеец Рабоче-крестьянской Красной Армии, участник Великой Отечественной войны, Герой Советского Союза.
- Юханссон, Юхан Петтер — шведский изобретатель, промышленник.

## 26 августа
- Панин, Павел Алексеевич — Герой Советского Союза.
- Петров, Владимир Михайлович (34) — латвийский и советский шахматист.
- Южанинов, Иван Васильевич (30) — Герой Советского Союза.

## 27 августа
- Кирьянов, Константин Андрианович (23) — участник Великой Отечественной войны, Герой Советского Союза.

## 28 августа
- Андервуд, Джордж (58) — американский легкоатлет, чемпион летних Олимпийских игр в Сент-Луисе (1904) в беге н 4 мили среди команд.
- Вавилин, Алексей Сергеевич (20) — участник Великой Отечественной войны, Герой Советского Союза.
- Гарнизов, Михаил Тихонович — сержант Рабоче-крестьянской Красной Армии, участник Великой Отечественной войны, Герой Советского Союза.
- Завражнов, Иван Дмитриевич (36) — участник Великой Отечественной войны, Герой Советского Союза.
- Кочергин, Егор Петрович (26) — участник Великой Отечественной войны, Герой Советского Союза.
- Попов, Николай Ильич — участник Великой Отечественной войны, Герой Советского Союза.
- Соловьёв, Василий Иванович (28) — участник Великой Отечественной войны, Герой Советского Союза.

## 29 августа
- Гуляев, Дмитрий Илларионович (32) — участник Великой Отечественной войны, Герой Советского Союза.
- Жеребцов, Василий Григорьевич (28) — майор Рабоче-крестьянской Красной Армии, участник Великой Отечественной войны, Герой Советского Союза.

## 30 августа
- Белозерцев, Николай Александрович — участник Великой Отечественной войны, Герой Советского Союза.
- Васильев, Фёдор Васильевич — красноармеец Рабоче-крестьянской Красной Армии, участник Великой Отечественной войны, Герой Советского Союза.
- Исаков, Василий Леонович — участник Великой Отечественной войны, Герой Советского Союза.
- Колесниченко, Степан Калинович (29) — участник Великой Отечественной войны, Герой Советского Союза.

## 31 августа
- Певунов, Виктор Иванович (20) — Герой Советского Союза.
- Соснина, Нина Ивановна (19) — руководитель комсомольского подполья в Малине в годы Великой Отечественной войны. Герой Советского Союза.